# النسج بالآلة
النسج بالآلة هو نوع من تصنيع المنسوجات يتم فيه إدخال خيط على قاعدة أساسية. إنها تقنية قديمة لصنع الملابس الدافئة، وخاصة القفازات. تتضمن الحياكة إدخال متتابع لحلقات قصيرة من الخيوط على شكل حرف U من خلال القماش من الخارج بحيث تتجه نهاياتها إلى الداخل (كما تدخل اليد باتجاه داخل القفاز).
تشكل عادة خيوط الغزل مجموعة منتظمة من "النقاط" من الخارج، وأحيانًا بلون متباين (على سبيل المثال، أبيض على أحمر). قد تربط خيوط الخصل من الداخل للأمان، على الرغم من أنها لا تحتاج إلى ذلك. ثم تُقص أطراف خيوط الخصل، بحيث تصبح بارزة، مما يؤدي إلى تكوين طبقة كثيفة وعازلة داخل القماش المحبوك.
طور مسدس النسيج لأول مرة بواسطة مصنعي السجاد في دالتون، جورجيا. يكتمل العمل بثلاث خطوات: النسج، واللصق، ثم التقوية والتشطيب. عند القص، يشطب العمل من الجزء الخلفي للقطعة النهائية. ترسل آلة الوبر الحلقي الخيوط عبر الدعامة الأولية وتترك الحلقات غير مقطوعة. تنتج آلة قص الوبر سجادة من القطيفة أو الأشعث عن طريق قص الخيوط عند دخولها إلى الجزء الأمامي من القطعة. يمكن صنع السجاد المعنقد بخيوط ملونة لإنشاء التصميم، أو يمكن استخدام خيوط الغزل العادية ثم صبغها لاحقاً.
المسدس الخشن هو أداة شائعة الاستخدام لأتمتة عملية النسج، وبشكل أكثر تحديدًا في مجال صناعة البساط. يغذى الخيط من خلال إبرة مجوفة تخترق دعامة القماش المشدودة بطول قابل للتعديل.
يمكن عادة إنشاء نوعين من السجاد، كومة مقطعة أو معقودة. تقص خيوط الخيوط المنعقدة حلقة حلقة من الخلفية، مما يخلق شكل "U" من المقطع الجانبي، بينما لا يقص بساط الوبر الحلقي ويخلق "M" أو "W". تعتبر مسدسات النسيج أدوات مفيدة لكل من الإنتاج الضخم والاستخدام المنزلي نظرًا لمرونتها في الحجم واختلاف الألوان.

## مواد
يتطلب النسج استخدام قماش بساط أساسي متخصص، والذي يتكون غالبًا من مادة البولي بروبيلين المنسوجة. ينتج قماش الدعم الأساسي بسمكات وأنماط نسيج مختلفة، مما يسمح باستخدامه مع مقاييس مختلفة من الإبر. يجب شد نسيج البساط الأساسي بإحكام على الإطار بحيث يكون مستقرًا بدرجة كافية لتحمل ضغط مسدس النسج ومشدودًا بدرجة كافية لتثبيت الخيط في مكانه. تُصنع إطارات الخيوط بشكل عام من الخشب، مع مسامير للسجاد أو مقابض حول الحافة لتثبيت نسيج الدعم الأساسي في مكانه. تعتبر خطافات العين إضافة مهمة لإطار الخصل، حيث تستخدم كمغذيات للغزل وتعمل على الحفاظ على ثبات الغزل. يجب أن يكون الإطار قويًا ويمكن أن يكون قائمًا بذاته أو مثبتًا بسطح طاولة. من المهم الحفاظ على ثبات الضغط والسرعة عند الخصل بحيث تكون كمية الغزل لكل بوصة مربعة من القماش متسقة. يمكن تصحيح أي أخطاء في التصميم طوال عملية الخصل ببساطة عن طريق سحب خيوط الغزل من نسيج الدعم الأساسي وإعادة خصل المنطقة. يمكن رسم التصميمات مباشرة على قماش الدعم الأساسي، ويمكن القيام بذلك يدويًا أو بمساعدة جهاز عرض.
تتطلب القطعة المعنقدة بعد اكتمال النسج طبقة من غراء اللاتكس على الظهر للحفاظ على الخصل مثبتة في مكانها. يعد غراء اللاتكس مفيدًا للقطع المعقد لأنه يوفر المرونة وثبات الأبعاد. يجب أن تظل القطعة مشدودة على الإطار حتى ينتهي الصمغ من التجفيف لتجنب فقدان الشكل واحتمال حدوث العفن الفطري. ثم تلصق طبقة قماش ثانوية، مما يوفر مزيدًا من ثبات الأبعاد وحماية للقطعة النهائية بالإضافة إلى تحسين مظهرها. يمكن استخدام مجموعة متنوعة من المواد لنسيج الدعم الثانوي اعتمادًا على الاستخدام المنشود للقطعة. يمكن استخدام اللباد والخيش والحفر وغيرها من المواد الأكثر صلابة للبسط لسجاد الأرضية، ولكن يجب أن يكون النسيج الداعم لتعليق الجدران جماليًا فقط، حيث إنه مطلوب فقط لتغطية طبقة الغراء ولا يحتاج إلى أن يكون صعب التآكل.
الصوف هو الألياف التقليدية المستخدمة في تجعيد الوبر ويعتبر مادة عالية الجودة، خاصة للقطع المصممة للاستخدام في المناطق ذات الكثافة المرورية العالية. يمكن غزل الصوف إلى خيوط بواسطة نظامين، إما الصوف أو الصوف الصناعي. يعتبر الخيوط الصوفية أكثر ملاءمة للنسج عندما يتم استخدام المنتج النهائي في المناطق ذات الكثافة المرورية العالية، حيث ينتج سطحًا صلبًا مسطحًا منسوجًا بإحكام معًا. ويرجع ذلك إلى الخيط الناعم المغزول بإحكام والذي ينشيء في عملية الغزل الصوفي. يمكن استخدام ألياف خيوط مختلفة اعتمادًا على الاستخدام النهائي للقطعة. كما يمكن استخدام خيوط القطن والأكريليك بشكل شائع، ويمكن استخدام الخيوط الزخرفية للوحات الجدران أو غيرها من مشاريع الخيوط الزخرفية. يجب غزل الخيوط على أقماع قبل النسج لضمان فكها باستمرار وبدون تشابك. يمكن استخدام خيط واحد أو مجموعة متعددة من الخيوط، اعتمادًا على سمك الخيط ومقياس الإبرة.

## أدوات
هناك نوعان من مسدسات النسيج، يدوية أو كهربائية. مسدس الخصل عبارة عن آلة محمولة حيث تغذى الخيوط من خلال إبرة ثم تثقب في تتابع سريع من خلال قماش داعم، إما بمقص أو بدون مقص. يمكن أن تكون مسدسات النسيج الكهربائية مقطوعة كومة أو كومة دائرية أو مزيجًا من كليهما وتكون قادرة على إنتاج ارتفاعات متعددة للأكوام. يمكن تحقيق نفس التأثير من خلال تطريز الإبرة المثقبة أو ربط البساط.
يمكن بعد النسج قص أو قص الوبر باستخدام مقصات كهربائية أو مقصات لترتيب ونحت خيوط الغزل للمنتج النهائي. يمكن القيام بذلك إما قبل أو بعد تطبيق الغراء اللاتكس على الدعم. تساعد هذه العملية أيضًا على إزالة أي ألياف زائدة قد تكون وصلت إلى السطح أثناء عملية الخلق.

## التنظيف والصيانة
يجب تنظيف مسدسات النسج وصيانتها بانتظام لمنع التلف. تساعد إزالة زغب الخيوط الزائدة التي تتجمع حول الإبرة والتروس بانتظام على الحركة بدون احتكاك زائد. من أجل تجنب التآكل والتأكد من أن الآليات يمكن أن تعمل بسلاسة، يجب استخدام زيت التشحيم بانتظام على الماكينة. يمكن تنظيف السجاد المعقود بانتظام بالمكنسة الكهربائية لإزالة الأوساخ، ولكن يجب تنظيف البقع أو الانسكابات على الفور.

## شعبية
شهد مسدس النسيج ارتفاعًا في شعبيتها منذ عام 2018، عندما بدأ Tim Eads مجتمعًا عبر الإنترنت للتخلص من المسدسات الكهربائية وجعلها سهلة الوصول إليها. ينتج النسيج قطعًا عملية وزخرفية مع العديد من الاستخدامات والتأثيرات. يفسح الشكل القصير لبكرات TikTok وInstagram نفسه جيدًا لعملية الخصلة، مما يوفر منصة لنمط النسيج الفني للوصول إلى جمهور أوسع. شهدت الزيادة في الشعبية على الإنترنت أيضًا ارتفاعًا في إعادة إنشاء الصور المحمية بحقوق الطبع والنشر دون إذن.

## التأثيرات والتأثيرات البيئية
قد يكون من الصعب إعادة تدوير القطع المضفرة لأنها تتكون عادةً من ثلاث طبقات، والتي قد تتطلب طاقة إضافية لتقسيمها إلى مكوناتها الفردية. يمكن تحويل النفايات المعالجة الناتجة عن الخصل إلى العديد من الأشياء، بما في ذلك حشو الوسادة، كتعزيز للخرسانة أو كمعدلات في خلائط الإسفلت.
توفر القطع المنسوجة، مثل السجاد أو تعليقات الجدران، خصائص صوتية يمكنها تقليل الضوضاء وامتصاص الأصوات المحمولة في الهواء. كما أنها توفر الراحة الحرارية عند المشي على بساط معنقدة حافي القدمين، وتوفر القطع الكبيرة العزل الذي قد يقلل من تكلفة التدفئة. لقد ثبت أن السجاد أو معلقات الحائط المصنوعة من ألياف الصوف تعمل على تحسين جودة الهواء في الأماكن الداخلية. يعمل الصوف كمرشح يمتص من خلاله الملوثات مثل ثاني أكسيد الكبريت والنيتروجين. يعتبر الصوف أيضًا من الألياف عالية الامتصاص ويمكن أن يساعد في إدارة تغيرات الرطوبة في الداخل. يوفر السجاد والبسط المعقود سطحًا آمنًا للمشي، مما يوفر مقاومة للانزلاق وسطحًا أكثر أماناً في حالة سقوط الأشياء أو سقوطها. سجاد الصوف مقاوم أيضًا للاشتعال ويخفي التربة والأوساخ الأخرى جيدًا. قد تتعرض القطع المضفرة المصنوعة من خيوط النايلون إلى تدهور اللون بمرور الوقت إذا تعرضت لأشعة الشمس الزائدة.